# Cruz de Son Rafel Mas
La cruz de Son Rafel Mas es una cruz de término de la localidad española de Montuiri, en Mallorca, que está catalogada como Bien de Interés Cultural. El monumento toma el nombre de la importante familia Mas de la Cruz porque hasta agosto de 1999 estuvo situada junto a su casa, en la esquina de las calles del Pozo del Rey y de Sa Torre. Después de que algunos accidentes la destruyeran se restauró y trasladó algunos metros hasta el pozo del Dau en noviembre de 2001. En la localización original marcaba el límite de la antigua población real. Se ha fechado la cruz, la más destacable del término, en torno al siglo XVI, es de piedra arenisca y de estilo gótico. La base es circular y con un escalón, el fuste de forma ortogonal. El capitel presenta la misma forma ortogonal formando una cruz latina. La decoración es de seis figuras y dos escudos.